# Jennifer Ventimilia
Jennifer Ventimilia (née Jeffrey Robert Ventimilia le 20 mai 1966) est une productrice et scénariste américaine. Elle est principalement connue pour son travail sur les séries Murphy Brown, Profession : critique et That '70s Show. La plupart du temps elle travaille avec Joshua Sternin. Ventimilia est une femme trans, ayant d'abord été connue sous son identité de genre masculine.

## Filmographie

### Scénariste

#### PourLes Simpson
| Année | Titre             | Titre original     | Saison | Épisode | Réalisateur       |
| ----- | ----------------- | ------------------ | ------ | ------- | ----------------- |
| 1995  | Salut l'artiste   | 'Round Springfield | 6      | 22      | Steven Dean Moore |
| 1998  | Un Homer à la mer | Simpson Tide       | 9      | 19      | Milton Gray       |

#### Autres
- 1994 : Duckman
- 1995 : Profession : critique (5 épisodes)
- 1995-1997 : Murphy Brown (10 épisodes)
- 1997 : Jenny
- 1998 : Troisième planète après le Soleil (1 épisode)
- 1998-2001 : That '70s Show (8 épisodes)
- 1999 : Days Like These
- 2002 : The Grubbs
- 2004 : Famille à louer
- 2005 : Kitchen Confidential (2 épisodes)
- 2006 : The Adventures of Big Handsome Gut and His Little Friend
- 2007 : Nice Girls Don't Get the Corner Office
- 2008 : Overkill
- 2010 : Fée malgré lui
- 2010 : Yogi l'ours
- 2011 : Rio

### Productrice
- 1996-1997 : Murphy Brown (23 épisodes)
- 1997 : Jenny
- 1998-2001 : That '70s Show (64 épisodes)
- 2002 : The Grubbs
- 2005-2006 : Kitchen Confidential (7 épisodes)
- 2006 : The Adventures of Big Handsome Gut and His Little Friend
- 2007 : Nice Girls Don't Get the Corner Office

### Réalisatrice
- 2008 : Overkill

### Actrice
- 1998 : That '70s Show : Gerald Ford (1 épisode)